# Farciminellum alice
Farciminellum alice är en mossdjursart som först beskrevs av Jullien 1903.  Farciminellum alice ingår i släktet Farciminellum och familjen Farciminariidae. Inga underarter finns listade i Catalogue of Life.